# 佐々木一哲
佐々木 一哲（ささき いってつ、1942年6月12日 - ）は、日本の俳優。本名は同じ。
東京都出身。日本大学鶴ヶ丘高等学校卒業、日本大学中退。劇団若草、劇団三期会、さち子プロを経て、エスプレイングに所属。
特技は日本舞踊。

## 出演

### テレビドラマ
- おかあさん 第133話「おふくろ愚連隊」（1962年）
- 三匹の侍 第6シリーズ 第13話「下郎」（1968年） - 新谷
- 七人の刑事 第2シーズン 第372話「鳩」（1969年）
- Oh!それ見よ 第12話（1969年）
- サインはV 第9話（1969年）
- ありがとう 第1シリーズ 第12話（1970年）
- 鬼平犯科帳 第1シリーズ 第46話「しかえし」（1970年、NET / 東宝）‐ 権次
- 仮面ライダーシリーズ
  - 仮面ライダー 第74話「死の吸血魔 がんばれ!! ライダー少年隊」（1972年）※佐々木一徹と誤記
  - 仮面ライダーV3（1973年）
    - 第4話「V3の26の秘密!?」 - 敏夫の兄
    - 第26話「怪人ヒーターゼミのミイラ作戦!!」 - 警察官

  - 仮面ライダーX 第12話「超能力少女をさらえ!」（1974年） - 司会者
  - 仮面ライダーアマゾン 第5話「地底からきた変なヤツ!!」（1974年） - 記者
  - 新・仮面ライダー 第27話「戦車と怪人二世部隊! 8人ライダー勢ぞろい」（1980年） - 泉田
- 旗本退屈男 第3話「小判の足跡」（1973年）
- イナズマン 第6話「怪奇ユキバンバラ! 新人類手術!!」（1973年） - タクシー運転手
- 特捜記者 犯罪を追え! 第20話（1974年）
- ウルトラマンレオ 第49話「恐怖の円盤生物シリーズ! 死を呼ぶ赤い暗殺者!」（1975年） - 警察官
- 白い地平線 第5話「運命の時」（1975年）
- 伝七捕物帳 第79話「愚かなり! ああ親ごころ」（1975年）
- 寺内貫太郎一家2 第15話（1975年、TBS） - 運送屋
- 明日がござる（1975年 - 1976年） - 泥棒
- 新宿警察 第24話「青い目の傷痕」（1976年）
- 東芝日曜劇場→日曜劇場
  - 母の待人（1976年）
  - 女と味噌汁
    - その33（1976年）
    - その37（1979年）

  - 放蕩かっぽれ節（1978年）
  - ぼくの妹に その4（1978年）
  - おんなの家
    - その9（1979年）
    - その15（1988年）

  - 母の贈物（1979年）
  - 女たちの忠臣蔵（1979年）
  - 山椿（1980年）
  - 小ぬか雨（1980年）
  - 妻の寝顔（1982年）
  - ねえちゃんの夏（1983年）
  - ちきしょう（1986年）
  - トレード（1988年）
  - 空き部屋（1988年）
  - 身許不明の女（1988年）
  - 夫婦。（2004年）
- ご存知!女ねずみ小僧 第16話「浮世絵 海を渡る」（1977年） - 駕籠人速
- 太陽にほえろ!
  - 第274話「帰ってきたスコッチ刑事」（1977年） - 田島三郎
  - 第286話「悪意」（1978年） - 七曲電報電話局局員
  - 第316話「ある人生」（1978年） - 大山直也
  - 第558話「疾走24時間」（1983年） - 八百安店主
  - 第622話「ブルースの賞金稼ぎ」（1984年） - 「キャビン」マスター
- 達磨大助事件帳 第25話「流転のかんざし」（1978年）
- 若さま侍捕物帳 第3話「参上!! 涙の大脱走」（1978年） - 亀山
- 江戸の旋風IV 第21話「女房の秘密」（1979年）
- 土曜ドラマスペシャル / 四万十川 あつよしの夏（1988年）
- 三姉妹（1990年）
- 月曜・女のサスペンス / 三保ノ松原に消えた母（1991年）
- 木曜ゴールデンドラマ / 東京ららばい（1991年）
- さすらい刑事旅情編IV 第20話「喪服の女・雪山に消えた殺人者」（1992年）
- 旅情サスペンス / 夕映えの松江 鰻のたたき（1992年）
- 金曜エンタテインメント→金曜プレステージ
  - 悪夢の封印（1993年）
  - 浅見光彦シリーズ
    - 第2作「横浜殺人事件」（1996年） - 浜路恵一
    - 第10作「イーハトーブの幽霊」（2000年） - 代田聡
    - 第34作「美濃路殺人事件」（2009年） - 松山

  - 釣りデカ事件簿 海の密室殺人事件（1997年）
  - 男たちの宿題（2004年）
- 女の言い分 第1話（1994年）
- ケータイ刑事 銭形泪 2ndシリーズ 第19話「よっ、座布団一枚 ～人気落語家殺人事件」（2004年）
- 美空ひばり誕生物語〜おでことおでこがぶつかって〜（2005年） - こうもり屋の源さん
- 水曜ミステリー9 / 家政婦・春子の潜入記（2005年）
- 地獄の沙汰もヨメ次第 第7話「法事と二股疑惑」（2007年）
- 渡る世間は鬼ばかり
  - 第9シリーズ 第31話（2008年）
  - ただいま!! 2週連続スペシャル（2012年）
- 赤電話横丁
- 特別機動捜査隊（A）
- バス通り裏

### 舞台
- おしん
- 女たちの忠臣蔵
- 橋からの眺め
- 初蕾（1993年） - 客
- 夢千代日記